# Bacha bazi

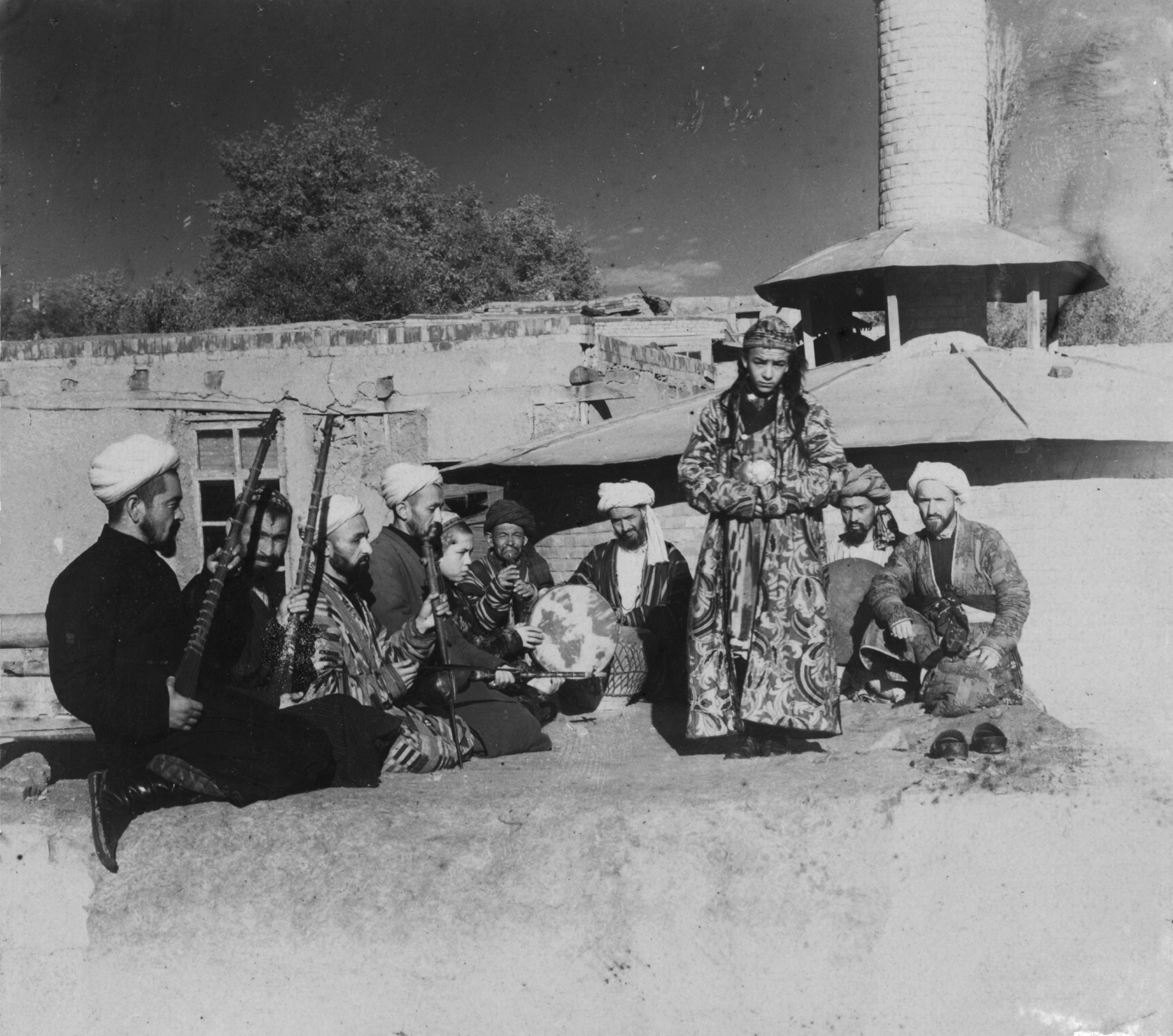
Dansul unui bacchá (băiat dansator)
Samarkand, (ca 1905 - 1915), foto S. M. Prokudin-Gorskii. Biblioteca Congresului, Washington, DC.

Bacha bazi (Dari: بچه بازی literal „jocul cu băieții”), cunoscuți și ca bacchá ' (din lb. persană bacheh بچه‌ "copil, tânăr") este o formă de sclavie sexuală și prostituție infantilă, în care băieți prepubescenți și adolescenți îmbrăcați ca femeie dansează în fața bărbaților, iar apoi sunt forțați să întrețină relații sexuală cu aceștia. Acești băieți, proveniți din familii sărace, sunt cumpărați de către bărbați bogați și cu influență. Această activitate, originară din Asia Centrală, este actualmente răspândită mai ales în sudul Afganistanului, unde acești băieți sunt considerați un simbol al statutului social ridicat al proprietarului. Unii dintre persoanele implicate declară că sunt forțați să facă sex. Autoritățile abia încearcă să facă față practicii, dar mulți se îndoiesc că ar fi eficient, deoarece mulți dintre aceștia sunt foști comandanți puternici și bine înarmați. 
Un film documentar al lui Najibullah Quraishi despre acest obicei a fost difuzat la televiziunea americană, în programul „PBS Frontline” , și la cea britanică, în programul „True Stories” pe data de 20 aprilie 2010. Filmul a avut premiera la Royal Society of Arts pe data de 29 martie 2010. Ulterior documentarul a fost difuzat și în alte țări, precum Suedia, Japonia.

## Istoric
Tradiția bacchá, mult mai răspândită în trecut, a decăzut după Primul Război Mondial, din motive pe care istoricul Anthony Shay le-a descris ca fiind „afectare victoriană” și dezaprobare din partea puterilor coloniale Rusia, Marea Britanie și Franța și ale elitelor post-coloniale care absorbiseră valorile occidentale."

Un număr de vizitatori occidentali în Asia Centrală au descris fenomenul bacchá. Când a vizitat Turkistanul în 1872-3, Eugene Schuyler a observat: „aici băieți și tineri educați special iau locul dansatoarelor din alte țări. Tonul moral al societății din Asia Centrală nu prea este îmbunătățit de această schimbare”. În opinia sa, aceste dansuri „nu erau deloc indecente, dar erau deseori lascive”. La această dată existau deja semne de dezaprobare oficială ale acestei tradiții.
„ Acești batcha, sau băieți-dansatori, sunt o instituție recunoscută în toate regiunile locuite ale Asiei Centrale, cu toate că sunt cel mai la modă în Bokhara și în Samarkand. În canatul Khokand dansurile în public au fost interzise de mai mulți ani”

Schuyler a remarcat că interdicția nu a durat mai mult de un an, așa de entuziaști erau sarții pentru „dansurile” bazem. El a descris respectul și afecțiunea care le erau deseori date dansatorilor:
„Aceștibatcha sunt la fel de respectați ca și cei mai de seamă cântăreți și artiști la noi. Fiecare mișcare pe care o fac este urmărită și aplaudată, eu nemaivăzând nicăieri așa un interes fără răsuflare pe care o produc ei, întreaga mulțime de oameni părând a-i devora cu ochii, mâinile lor bătând ritmul fiecărui pas. Dacă un batcha este atât de amabil și îi oferă unui bărbat o ceașcă cu ceai, cel căruia i s-a oferit se ridică în picioare și o acceptă cu o plecăciune adâncă, și dă înapoi ceașca în același fel, adresându-i-se Taxir („maiestate”) sau Kulluk („sunt sclavul dumneavoastră”). Chiar și când un batcha trece prin bazar, toți cei care îl cunosc se ridică în picioare și îl salută cu mâna la inimă, exclamând Kulluk!, iar dacă se oprește într-o prăvălie, este o mare onoare.”
 Tot el a scris că patronii bogați deseori îi ajută pe dansatorii lor favoriți să-și facă un rost în viață după ce sunt prea bătrâni să mai danseze. 

În timpul călătoriilor sale prin regiune în 1908-1909, contele Constantin Constantinovici Pahlen a descris astfel de dansuri:
„Ne-au fost aduse perne și preșuri, pe care ne-am așezat, covoare mari au fost întinse pe jos, localnicii pufăiau din narghile, oferindu-ni-le politicos și nouă, iar apoi și-au făcut intrarea faimoșii bachehi din Khivan. În spatele scenei, și-a luat locul o orchestră compusă în principal din două fluiere, timpane și 6 trompetiști. În partea opusă nouă, o ușă întredeschisă ducea la harem. Am văzut pentru o clipă niște ochi, când fetele se înghesuiau la ușă să ne vadă cât mai bine și să se uite la spectacol.”

## Reacții mass media
Jurnalistul afgan Najibullah Quraishi a făcut un film documentar intitulat The Dancing Boys of Afghanistan („Băieții-dansatori din Afganistan”) despre acest obicei. Programul de televiziune american PBS Frontline l-a arătat în SUA, și programul britanic True Stories în Marea Britanie la 20 aprilie 2010. Jurnalistul Nicholas Graham de la The Huffington Post a lăudat și el filmul ca fiind "fascinant, dar și îngrozitor."Obiceiul bacha bazi a făcut ca Ministerul american al Apărării să o angajeze pe sociologa  AnnaMaria Cardinalli să cerceteze problema, rezultatul fiind raportul intitulat "Pashtun Sexuality" („Sexualitatea paștună”).
În Decembrie 2010 un document Wikileaks a arătat că firma americană DynCorp a plătit proxeneți care cumpărau băieți pentru polițiști afgani. Băieții erau folosiți ca bacha bazi.
În ianuarie 2011 a fost publicat un articol în ziarul Asia Times, intitulat "Sodomy and Sufism in Afgaynistan" („Sodomie și sufism în Afgaynistan”).